# Адель Екзаркопулос
Аде́ль Екзарко́пулос (фр. Adèle Exarchopoulos, фр. вимова: [adɛl ɛgzaʁkɔpulɔs]; нар. 22 листопада 1993, Париж, Франція) — французька акторка. Наймолодша володарка «Золотої пальмової гілки» Каннського кінофестивалю (разом з Абделатіфом Кешишем і Леа Сейду за «Найкращий фільм» «Життя Адель»). Лауреатка кінопремії «Сезар» 2014 року як «Найперспективніша молода акторка» .

## Біографія
Народилася 22 листопада 1993 року і виросла в XIX окрузі Парижа недалеко від площі де Фет. Її батько Дідьє Екзаркопулос — викладач гри на гітарі, а мати Марина Нік — медсестра. Має двох молодших братів. Дід за походженням був греком. Батьки Адель, щоб побороти сором'язливість доньки, віддали її у дев'ять років на акторські курси. Вона відвідувала їх до 2005 року, коли дебютувала у фільмі «Марта» (фр. Martha).

## Кар'єра

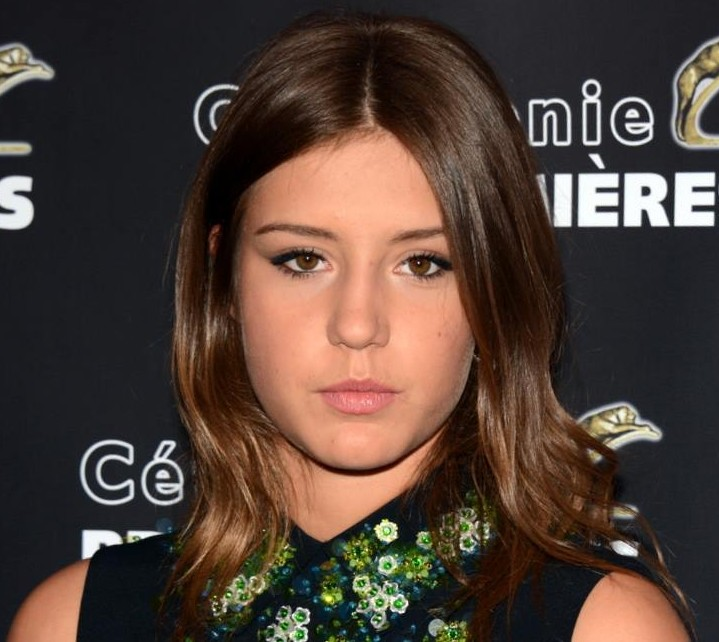
Адель у 2014 році

У 2006 році Адель Екзаркопулос помітив агент, і вона знялася в епізоді французького телесеріалу «R.I.S, police scientifique». У 13 років Екзаркопулос зіграла у фільмі «Коробки».
До 20 років встигла знятися у стрічках «Шибеники з Тімпельбаха» (2008), «Облава» (2010), «Офірний цап» (2010), «Історія Жіно» (2011), «Білий квадрат» (2011), «Частини мене самої» (2012) та «Раніше я був темніший» (2013), перш ніж до неї прийшов міжнародний успіх у фільмі 2013 року «Життя Адель», заснованому на французькому графічному романі 2010 року «Синій — найтепліший колір» (фр. Le Bleu est une couleur chaude). Фільм отримав «Золоту пальмову гілку» на 66-му Каннському міжнародному кінофестивалі, журі якого ухвалило рішення разом з режисером Абделатіфом Кешишем нагородити «Золотою гілкою» виконавиць головних ролей Адель Екзаркопулос і Леа Сейду, що стали єдиними жінками, окрім Джейн Кемпіон, власницями цієї нагороди. Екзаркопулос стала також наймолодшою володаркою «Золотої пальмової гілки».
У 2015 році зіграла головну жіночу роль молодої анархістки Жудіт Лоріллар у фільмі Елі Важімана «Анархісти», де з нею знялися Тахар Рахім та Сванн Арло.

## Фільмографія (вибіркова)
| Рік  |    | Українська назва            | Оригінальна назва               | Роль                             |
| ---- | -- | --------------------------- | ------------------------------- | -------------------------------- |
| 2005 | ф  | Марта                       | Martha                          | Марта                            |
| 2006 | с  |                             | R.I.S, police scientifique      | Сара                             |
| 2007 | ф  | Коробки                     | Boxes                           | Ліллі                            |
| 2008 | ф  | Шибеники з Тімпельбаха      | Les Enfants de Timpelbatch      | Маріанна                         |
| 2010 | ф  | Облава                      | La Rafle                        | Анна Траубе                      |
| 2010 | ф  | Офірний цап                 | Tête de turc                    | Ніна                             |
| 2011 | ф  | Історія Жіно                | Chez Gino                       | Марія Рома                       |
| 2011 | ф  | Білий квадрат               | Carré blanc                     | Marie                            |
| 2012 | ф  | Частини мене самої          | Des morceaux de moi             | Ерель                            |
| 2013 | ф  | Раніше я був темніший       | I Used to Be Darker             | Камілла                          |
| 2013 | ф  | Життя Адель                 | La Vie d'Adèle — chapitre 1 & 2 | Адель                            |
| 2013 | кф | Створення сцени             | Making a Scene                  | жінка                            |
| 2014 | ф  | Хто там                     | Qui vive                        | Женні                            |
| 2014 | ф  | Поїздка до матері           | Voyage vers la mère             | Марі-Луїза                       |
| 2014 | ф  |                             | Rochemort                       | Анн                              |
| 2015 | ф  | M                           | M                               | Ліла                             |
| 2015 | ф  | Анархісти                   | Les anarchistes                 | Жудіт Лоріллар                   |
| 2016 | ф  | Сирота                      | Orpheline                       | Сандра                           |
| 2016 | ф  | Останнє обличчя             | The Last Face                   | Еллен                            |
| 2017 | ф  | Вірний. Пристрасть і злочин | Le Fidèle                       | Бібі                             |
| 2019 | ф  | Сібіл                       | Sibyl                           | Марго                            |
| 2023 | мф | Стихії                      | Elemental                       | Ембер (озвучення, франц. дубляж) |
| 2023 | ф  | Королівство тварин          | Le Règne animal                 | Джулія                           |
| 2024 | мф | Думками навиворіт 2         | Inside Out 2                    | Нудьга (озвучення)               |

## Визнання

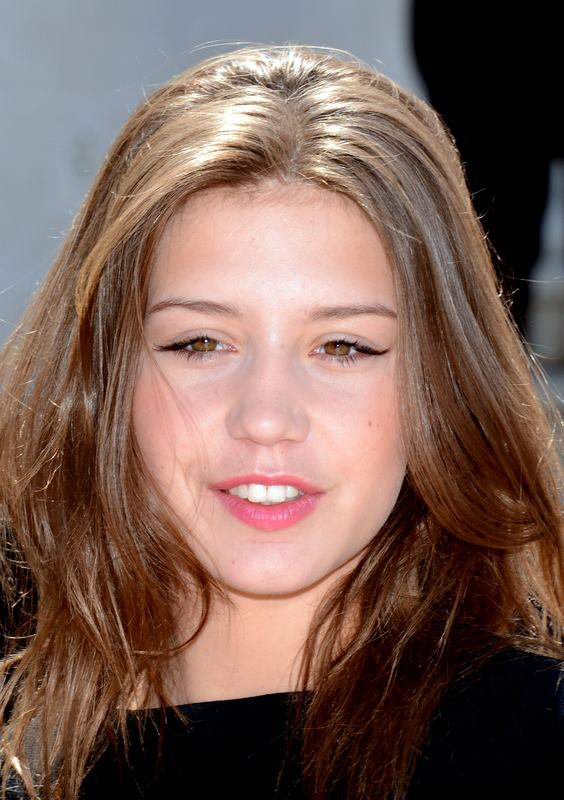
На Каннському кінофестивалі, 2013

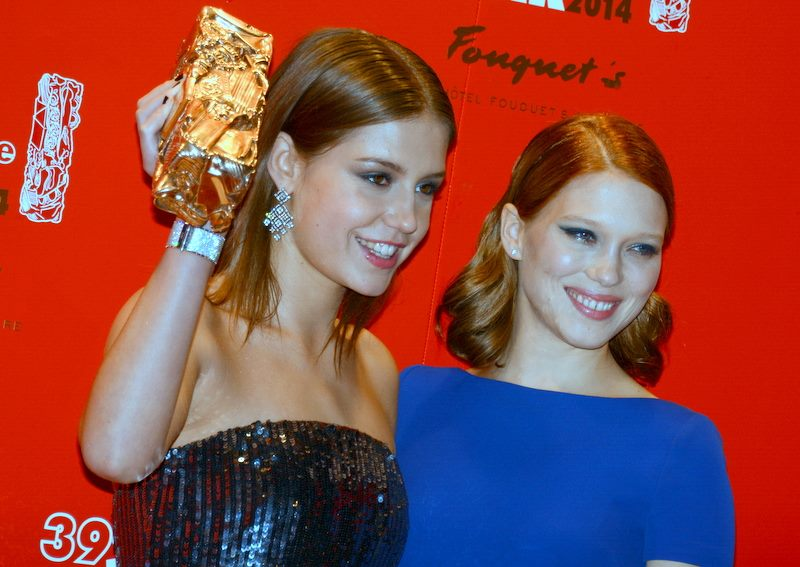
Леа Сейду і Адель Екзаркопулос на врученні Сезара, 2014

| Каннський кінофестиваль                 |                                                                               |                   |           |  |  |
| 2013                                    | Золота пальмова гілка (разом з Абделатіфом Кешишем і Леєю Сейду)              | Життя Адель       | Перемога  |  |  |
| 2014                                    | Трофей Шопар найкращій молодій акторці                                        | Життя Адель       | Перемога  |  |  |
| Асоціація кінокритиків Чикаго           |                                                                               |                   |           |  |  |
| 2013                                    | Найкраща акторка                                                              | Життя Адель       | Номінація |  |  |
| 1900                                    | Найперспективніший виконавець                                                 | Життя Адель       | Перемога  |  |  |
| Асоціація кіножурналістів Індіани (США) |                                                                               |                   |           |  |  |
| 2013                                    | Найкраща акторка                                                              | Життя Адель       | Перемога  |  |  |
| Асоціація кінокритиків Лос-Анджелеса    |                                                                               |                   |           |  |  |
| 2013                                    | Найкраща акторка                                                              | Життя Адель       | Перемога  |  |  |
| Національна рада кінокритиків США       |                                                                               |                   |           |  |  |
| 2013                                    | Акторський прорив                                                             | Життя Адель       | Перемога  |  |  |
| Спільнота кінокритиків Нью-Йорка        |                                                                               |                   |           |  |  |
| 2013                                    | Найкраща акторка                                                              | Життя Адель       | 3-є місце |  |  |
| Асоціація кінокритиків Юти (США)        |                                                                               |                   |           |  |  |
| 2013                                    | Найкраща акторка                                                              | Життя Адель       | Перемога  |  |  |
| Премія «Сезар»                          |                                                                               |                   |           |  |  |
| 2014                                    | Найперспективніша акторка                                                     | Життя Адель       | Перемога  |  |  |
| Премія «Люм'єр»                         |                                                                               |                   |           |  |  |
| 2014                                    | Найкраща молода акторка                                                       | Життя Адель       | Перемога  |  |  |
| Золота зірка кіно                       |                                                                               |                   |           |  |  |
| 2014                                    | Найкраща акторка                                                              | Життя Адель       | Перемога  |  |  |
| 2014                                    | Найкраща акторка-новачок                                                      | Життя Адель       | Перемога  |  |  |
| Кришталевий глобус                      |                                                                               |                   |           |  |  |
| 2014                                    | Найкраща акторка                                                              | Життя Адель       | Перемога  |  |  |
| Альянс жінок-кіножурналістів            |                                                                               |                   |           |  |  |
| 2014                                    | Найкраще живописання наготи, сексуальності і зваблювання (разом з Леєю Сейду) | Життя Адель       | Перемога  |  |  |
|                                         |                                                                               |                   |           |  |  |
| 2014                                    | Приз Ромі Шнайдер                                                             | Приз Ромі Шнайдер | Перемога  |  |  |
| Телевізійна асоціація кінокритиків      |                                                                               |                   |           |  |  |
| 2014                                    | Найкращий молодий актор/акторка                                               | Життя Адель       | Перемога  |  |  |
| Нагороди CinEuphoria                    |                                                                               |                   |           |  |  |
| 2014                                    | Найкраща акторка                                                              | Життя Адель       | Номінація |  |  |
| 2014                                    | Найкраща акторка — Приз глядацьких симпатій                                   | Життя Адель       | Перемога  |  |  |
| 2014                                    | Найкращий акторський дует (разом з Леєю Сейду)                                | Життя Адель       | Перемога  |  |  |
| Міжнародне товариство кіноманів         |                                                                               |                   |           |  |  |
| 2014                                    | Найкраща акторка                                                              | Життя Адель       | Перемога  |  |  |
| Премія Сан Жорді                        |                                                                               |                   |           |  |  |
| 2014                                    | Найкраща іноземна акторка                                                     | Життя Адель       | Перемога  |  |  |